# Maanam świątecznokarnawałowy
Maanam świątecznokarnawałowy – singiel zespołu Maanam wydany 18 listopada 1996 roku, promujący ósmy album studyjny Łóżko. Wydawnictwo zawiera piosenkę „Jeśli chcesz”, w wersji radiowej, do której powstał klip. Oprócz niej znajdują się tu jeszcze trzy remiksy przeboju, „Mówią, że miłość mieszka w niebie”, do którego także stworzono teledysk. Jest to jedyny singiel zespołu wydany także na kasecie magnetofonowej.

## Lista utworów
1. „Jeśli chcesz” [Radio Edit] – 2:29

Specjalny prezent od zespołu MAANAM na Karnawał 1997:
1. „Mówią, że miłość mieszka w niebie” (wersja dance, zremiksował 2,47) – 5:30
2. „Mówią, że miłość mieszka w niebie” (wersja trance, zremiksował 2,47) – 5:31
3. „Mówią, że miłość mieszka w niebie” (wersja dance, zremiksował STAR MAKER) – 3:58